# Котлярка (Нижньосілезьке воєводство)
Котлярка (пол. Kotlarka, нім. Kesselsdorf) — село в Польщі, у гміні Крошниці Мілицького повіту Нижньосілезького воєводства.
Населення — 105 осіб (2011).
У 1975—1998 роках село належало до Вроцлавського воєводства.

## Демографія
Демографічна структура станом на 31 березня 2011 року:
|          | Загалом | Допрацездатний вік | Працездатний вік | Постпрацездатний вік |
| -------- | ------- | ------------------ | ---------------- | -------------------- |
| Чоловіки | 49      | 12                 | 32               | 5                    |
| Жінки    | 56      | 15                 | 31               | 10                   |
| Разом    | 105     | 27                 | 63               | 15                   |